# Nanfengmiju
Espèce
Nanfengmiju, Nanfeng Miju, la mandarine de Nanfeng est une petite mandarine chinoise du comté de Nanfeng dans la province du Jiangxi qui bénéficie du label indication géographique nationale chinoise reconnue par l'UE depuis le 1er mars 2021.
Elle a connu un succès horticole au Japon sous le nom de Kishu et de Kinokuni aux USA.

## Dénomination
南丰蜜桔 (Nán fēng mì jú) la mandarine chinoise de Nanfeng a pour nom キシュウミカン (Kishuu mikan) = Mandarine kishu au Japon.
Huangliingmiao est donné comme synonyme par Manuel Talon et al, il s'agit d'un mutant somatique de Kishu, un des géniteurs des Satsuma (« incorrectement rangée comme un pur C. reticulata, qui présente un mélange entre C. reticulata et C. maxima »).
Citrus reticulata Blanco var. kinokuni (Tanaka) H. H. Hu est donné synonyme de Citrus reticulata var. kinokuni Tanaka) H. H. Hu (= C. kinokuni Tanaka) (1928) chinois 乳橘 (Rǔ jú) mandarine 橘 (jú) de lait 乳 (rǔ).

## Histoire
Les mandarines ont été domestiquées en Chine du sud en 2 évènements de domestication qui ont donné 2 types de mandarines cultivées actuelles, la mandarine Mangshan est un type primitif et les montagnes Nanling du Nord et du Sud hébergeaient ces populations sauvages.
Les mandarines sont cultivées dans le comté de Nanfeng depuis l'ère Kaiyuan (713-741) de la dynastie Tang, elles étaient offertes à la famille impériale. On lit partout que Yang Yuhuan la célèbre concubine de Tang Xuanzong, femme d'une grande finesse vantait une orange au lait (的乳桔即 (De rǔ jú jí)) qui n'était autre de Nanfengmiju. Les Song la considère comme la meilleure variété de mandarine.
Elles ont été introduites au Japon (mandarine Kishu) où elles étaient populaires avant la généralisation des satsuma. De là elles gagnent les USA (décrite en 1888) par semis, une bouture de Kishu asperme a été introduite depuis le Japon sous le nom de Mukakukishu en 1983 à la UC Riverside Citrus Variety Collection, où elle est débarrassée du CTV et appréciée puis de là en Europe (quarantaine française 2019). Kishu était une variété d'agrumes majeure du XIIe au XVIIIe siècle au Japon.
En Chine, la politique de qualité n'a pas empêché les 50000 producteurs de recevoir des prix très bas pendant la pandémie du Covid19 et la production a décliné.

## Phylogénie
Tokurô Shimizu (2018) a séquencé 15 souches de mandarines Kishu japonaises et constaté que la souche chinoise nanfengmiju correspondait génétiquement exactement à Kishu.  

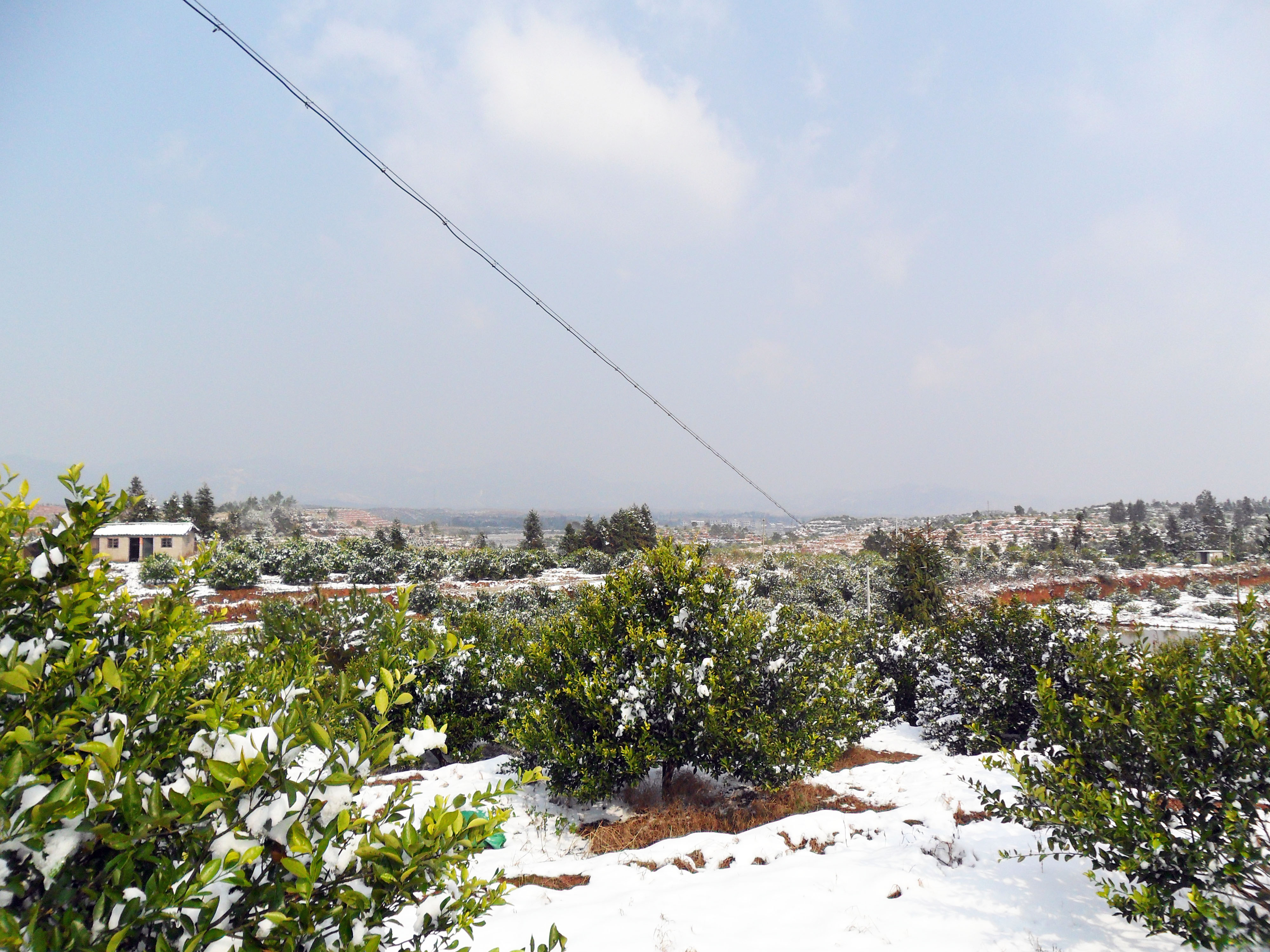
Mandarine de Nanfeng sous la neige

## Culture
Il s'agit d'un petit fruit juteux à peau fine, au goût aigre-doux, cultivé dans des zones montagneuses à pentes douces avec une profondeur de sol supérieure à 1 m et une altitude inférieure à 400 m (selon le cahier des charges de l'IGP). La zone climatique de Nanfeng est subtropicale humide de mousson avec des précipitations abondantes. La récolte a lieu en novembre[réf. souhaitée].
Le jus est caractérisé par une forte teneur en sucre et une faible acidité (à l'opposé de ponkan) et la quasi-absence d'amertume, il contient 3 fois moins de composants aromatiques que ponkan.
Les influences pédoclimatiques sur la qualité des mandarines Nanfengmiju ont été étudiées, le cultivar Yangxiao 2-6 est moins coloré et perd en saveur dans la zone septentrionale de culture, les solides solubles, le rapport sucre/acide déclinent alors que la teneur en vitamine C monte.

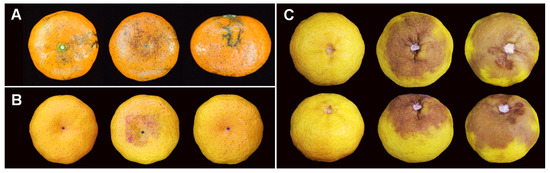
Mélanose induite par D. passifloricola chez Nanfengmiju

### Pathologies
Les pathologies de ce mandariniers font l'objet de publications académiques chinoises. Une mélanose causée par Diaporthe passifloricola a été décrite en 2021. La région peut connaitre des épisodes de gel destructeur comme en 1996, les horticulteurs en limitent les dégâts par une prévention de la gommose.

### Sélection variétale
Les chercheurs tentent (2023) de comprendre le mécanisme d'action du gène de la β-carotène hydroxylase enzyme qui intervient dans la production de la zéaxanthine, complément alimentaire chinois qui prévient la dégénérescence oculaire.
Axiang n°2 est un nouveau cultivar sélectionné en 2005 pour sa précocité (début novembre). Le fruit est asperme, et « très savoureux », poids 25 à 45 g, diamètre 4,8 à 5,6 cm.

## Poésie
Mandarine Nanfeng, poème de Zuo Heshui[réf. nécessaire]:

« Le vent d'automne souffle et son parfum rempli les vergers
rouge à jaune-oranger subtil, perle plate et vert de jade riment à travers la lumière dorée
Admirez ! mais goûtez-la d'abord »